# Ottoman (möbel)

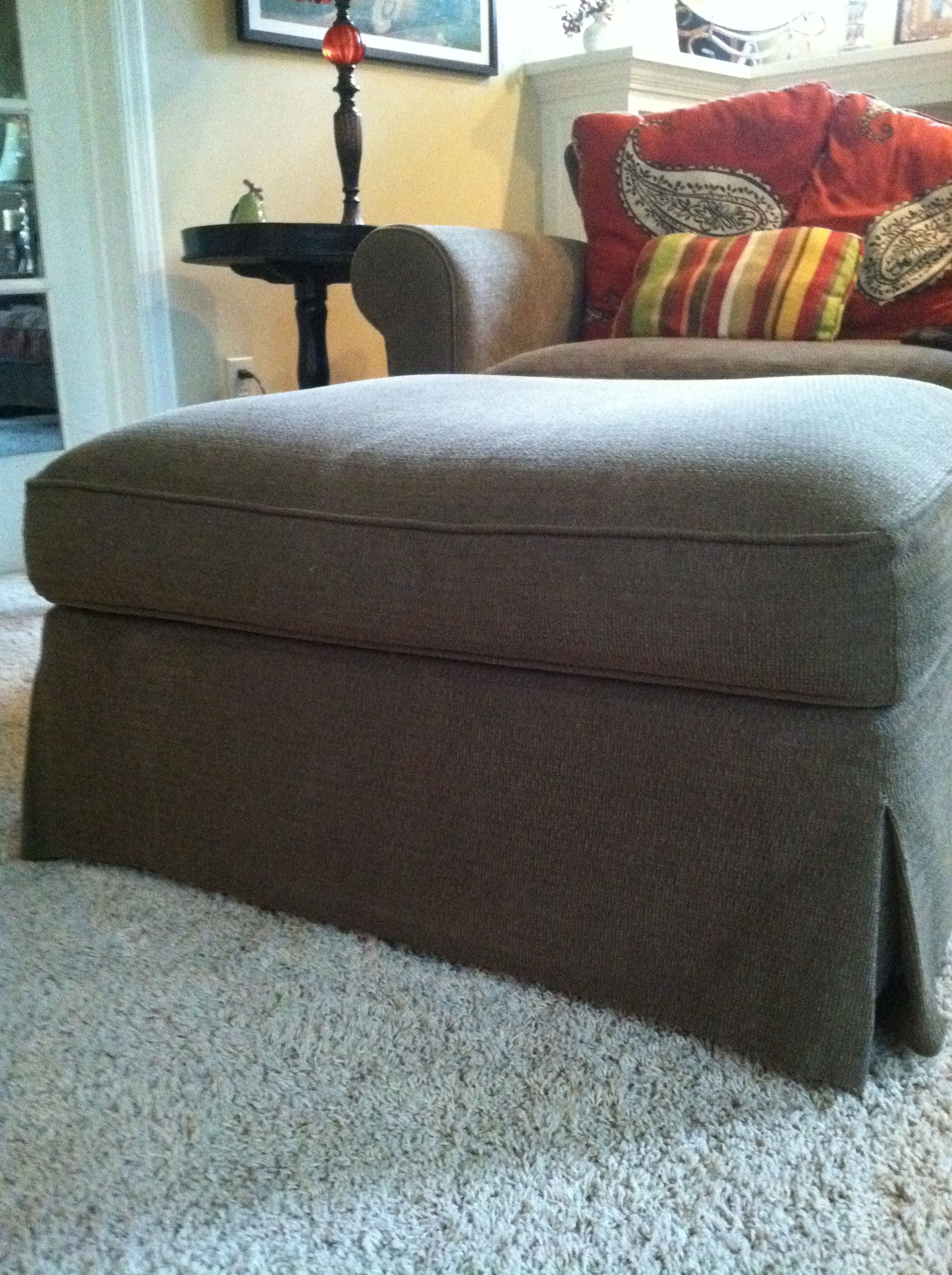
I USA kallas ibland liknande fotpallar ottoman.

Ottoman är en låg soffa utan armstöd. Namnet är bildat efter Osman I, grundaren av det Osmanska riket.
Möbeln fick sitt namn, då den var inspirerad av orientaliska, särskilt turkiska förebilder: en låg osmansk (österländsk) vilsoffa utan rygg- eller sidostöd. Senare har ordet använts om en låg och mjuk soffa, ofta med lösa ryggdynor och kuddar.